# NGC 3724
NGC 3724 је лентикуларна галаксија у сазвежђу Пехар која се налази на NGC листи објеката дубоког неба.
Деклинација објекта је - 9° 39' 34" а ректасцензија 11h 34m 28,7s. Привидна величина (магнитуда) објекта NGC 3724 износи 14,1 а фотографска магнитуда 15,0. NGC 3724 је још познат и под ознакама MCG -1-30-7, IRAS 11319-0922, PGC 35757.